# 텍스트메이트
텍스트메이트(영어: TextMate)는 OS X용 문서 편집기이다. 개발자는 Allan Odgaard이며 2004년 10월 5일에 버전 1.0을 발표했다. 2013년 10월 TextMate 2 알파 버전이 공개된 상태이다.

## 수상
2006년 애플 디자인 어워드 최고의 개발자 도구상을 수상했다.